# RuPaul's Drag Race Holi-slay Spectacular
RuPaul's Drag Race Holi-slay Spectacular foi um especial de televisão de fim de ano, que foi ao ar na VH1 em 7 de dezembro de 2018. O especial de uma hora da RuPaul's Drag Race, anunciado no dia 1 de novembro, contou com a participação de Eureka O'Hara, Jasmine Masters, Kim Chi, Latrice Royale, Mayhem Miller, Shangela Laquifa Wadley, Sonique e Trixie Mattel para competir pelo título da "Rainha do Natal".
As participantes tiveram que fazer um dublagem com a música natalina de RuPaul, incluindo faixas do álbum Slay Belles (2015) e Christmas Party (2018), todas as coreografias foram de Todrick Hall.
Jasmine Masters e Latrice Royale estarão competindo na quarta temporada de RuPaul's Drag Race: All Stars, que foi exibida durante a exibição do programa e programada para estrear uma semana após o Holi-slay Spectacular.

## Participantes
As drag queens que apareceram foram:
(Os nomes indicados são no momento do programa.)
| Concorrente     | Nome real          | Temporada original | Colocação original | Resultado |
| --------------- | ------------------ | ------------------ | ------------------ | --------- |
| Eureka          | David Huggard      | Temporada 9        | 11º Lugar          | Vencedora |
| Eureka          | David Huggard      | Temporada 10       | 2º/3º Lugar        | Vencedora |
| Jasmine Masters | Martell Robinson   | Temporada 7        | 12º Lugar          | Vencedora |
| Jasmine Masters | Martell Robinson   | All Stars 4        | 10º Lugar          | Vencedora |
| Kim Chi         | Sang-Young Shin    | Temporada 8        | 2º/3º Lugar        | Vencedora |
| Latrice Royale  | Timothy Wilcots    | Temporada 4        | 4º Lugar           | Vencedora |
| Latrice Royale  | Timothy Wilcots    | All Stars 1        | 7º/8º Lugar        | Vencedora |
| Latrice Royale  | Timothy Wilcots    | All Stars 4        | 5º Lugar           | Vencedora |
| Mayhem Miller   | Dequan Johnson     | Temporada 10       | 10º Lugar          | Vencedora |
| Mayhem Miller   | Dequan Johnson     | All Stars 5        | 7º Lugar           | Vencedora |
| Shangela        | D.J. Pierce        | Temporada 2        | 12º Lugar          | Vencedora |
| Shangela        | D.J. Pierce        | Temporada 3        | 6º Lugar           | Vencedora |
| Shangela        | D.J. Pierce        | All Stars 3        | 3º/4º Lugar        | Vencedora |
| Sonique         | Kylie Sonique Love | Temporada 2        | 9º Lugar           | Vencedora |
| Sonique         | Kylie Sonique Love | All Stars 6        | Vencedora          | Vencedora |
| Trixie Mattel   | Brian Firkus       | Temporada 7        | 6º Lugar           | Vencedora |
| Trixie Mattel   | Brian Firkus       | All Stars 3        | Vencedora          | Vencedora |

1. ↑  Eureka O'Hara é simplesmente conhecida como Eureka no programa.
2. ↑  Eureka foi eliminado da 9ª temporada devido a lesão.
3. ↑  Esta concorrente foi eleita Miss Simpatia durante sua temporada original.
4. ↑  Shangela era conhecida como Shangela Laquifa Wadley durante a 2ª temporada e como Shangela nas temporadas seguintes.

## Desafios

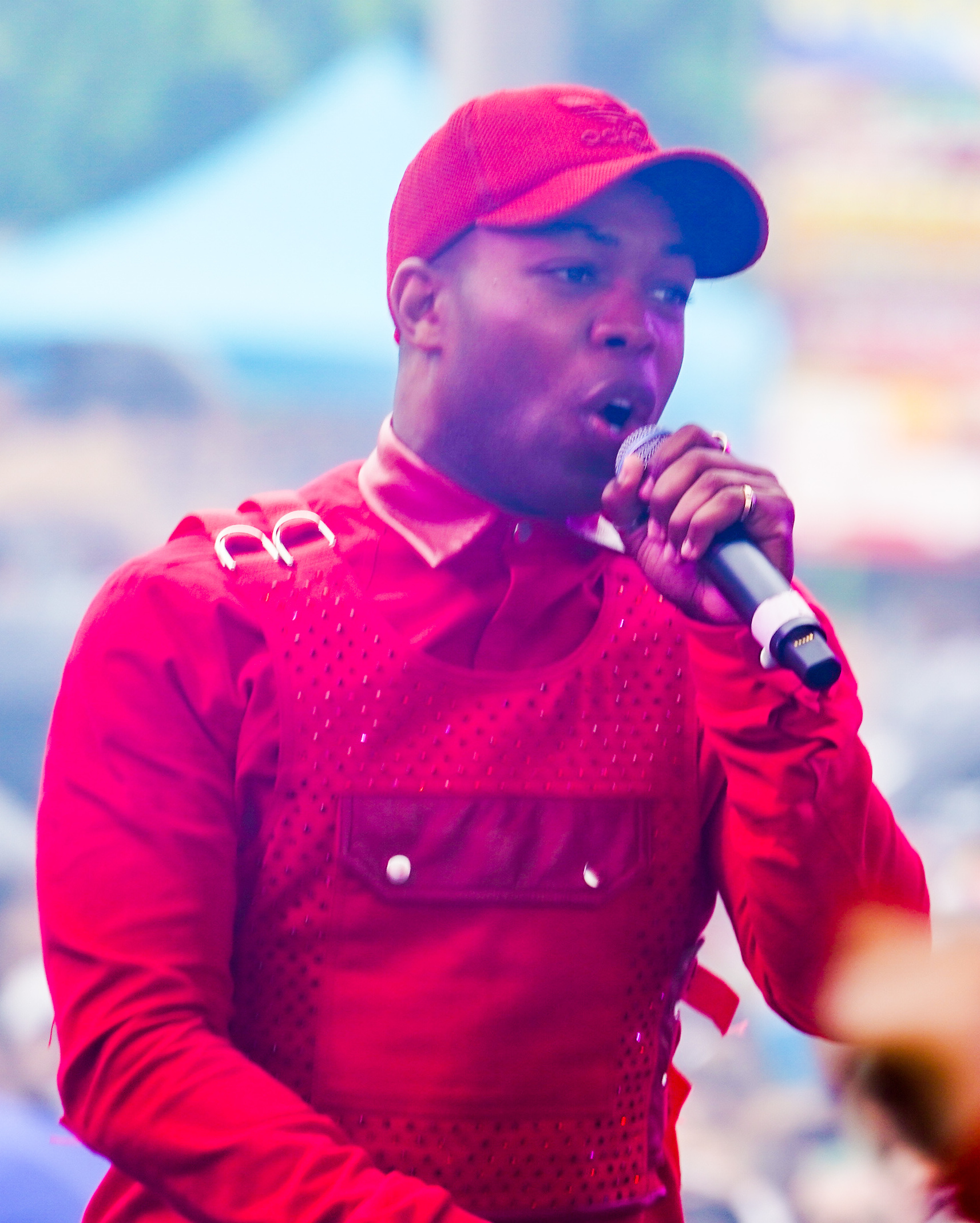
Todrick Hall, em 2019, no Capital Pride Festival

Para o mini desafio, as rainhas foram emparelhadas com um membro da equipe de box para dançar na passarela ("Christmas Cookies"). Mayhem Miller ganhou o mini desafio. As participantes se preparam para o desafio principal ("My Favorite Holiday").
RuPaul performa "Hey Sis, It's Christmas" na passarela ao lado dos dançarinos. Para o principal desafio, as queens devem dublar a música "Get to You", de RuPaul, em um traje inspirado nos anos 80, com a coreografia de Todrick Hall. O tema da passarela é "Extravagância de Natal sem denominação Eleganza".
Todas as queens se uniram em pares umas contra as outras: Mayhem Miller vs. Sonique ("Merry Christmas, Mary"); Jasmine Masters vs. Shangela ("Jingle Dem Bells"); Eureka vs. Trixie Mattel ("Deck the Halls"); Kim Chi vs. Latrice Royale ("Brand New Year"). RuPaul declarou que todas são vencedoras. No final do episódio, Michelle Visage e RuPaul fizeram um "lip synced for their lives" ("Christmas Party"); o painel de jurados declara um duplo salvamento.

## Dublagens
| Participantes   | Participantes | Participantes | Música                                           |
| --------------- | ------------- | ------------- | ------------------------------------------------ |
| Mayhem Miller   | vs.           | Sonique       | "Merry Christmas, Mary" (RuPaul)                 |
| Jasmine Masters | vs.           | Shangela      | "Jingle Dem Bells" (RuPaul feat. Big Freedia)    |
| Eureka          | vs.           | Trixie Mattel | "Deck the Halls" (RuPaul feat. Todrick Hall)     |
| Latrice Royale  | vs.           | Kim Chi       | "Brand New Year" (RuPaul feat. Siedah Garrett)   |
| Michelle Visage | vs.           | RuPaul        | “Christmas Party” (RuPaul feat. Michelle Visage) |

## Recepção
O programa recebeu críticas mistas, como muitos esperavam um episódio típico, quando na verdade era uma ferramenta promocional para o novo álbum de Natal da RuPaul, Christmas Party. A Variety disse que "o especial rapidamente puxa uma isca e troca, tornando-se tanto mais sorrateira quanto menos interessante do que sua primeira impressão festiva", chamando o plug promocional de RuPaul para o álbum. The A.V. Club deu um C + e afirmou que, apesar das falhas, o episódio não ficou sem charme, mas ainda criticou o aspecto promocional do álbum de Natal de RuPaul.
Bustle elogiou, dizendo que "tomou um rumo para o deliciosamente extravagante, como a maioria dos especiais de especiais costumava fazer. Seu objetivo rapidamente tornou-se não colocar as queens umas contra as outras, mas, é claro, espalhar a alegria do Natal vestuário em sua forma mais literal", notando que foi um bem-vindo partida das origens do show. A TV Line também elogiou e destacou os looks de Eureka, Mayhem, Trixie e Shangela. Em uma entrevista à Entertainment Weekly, Sonique também elogiou sua colega, Mayhem. O USA Today concluiu dizendo: "Então, se você quiser ver alguns espetáculos de fim de ano espetaculares de suas queens favoritas misturadas com algumas batidas divertidas e festivas, você não vai querer perder isso! Só não espere estar à beira de Seu lugar"."